# Orgue de Chavagnes-en-Paillers

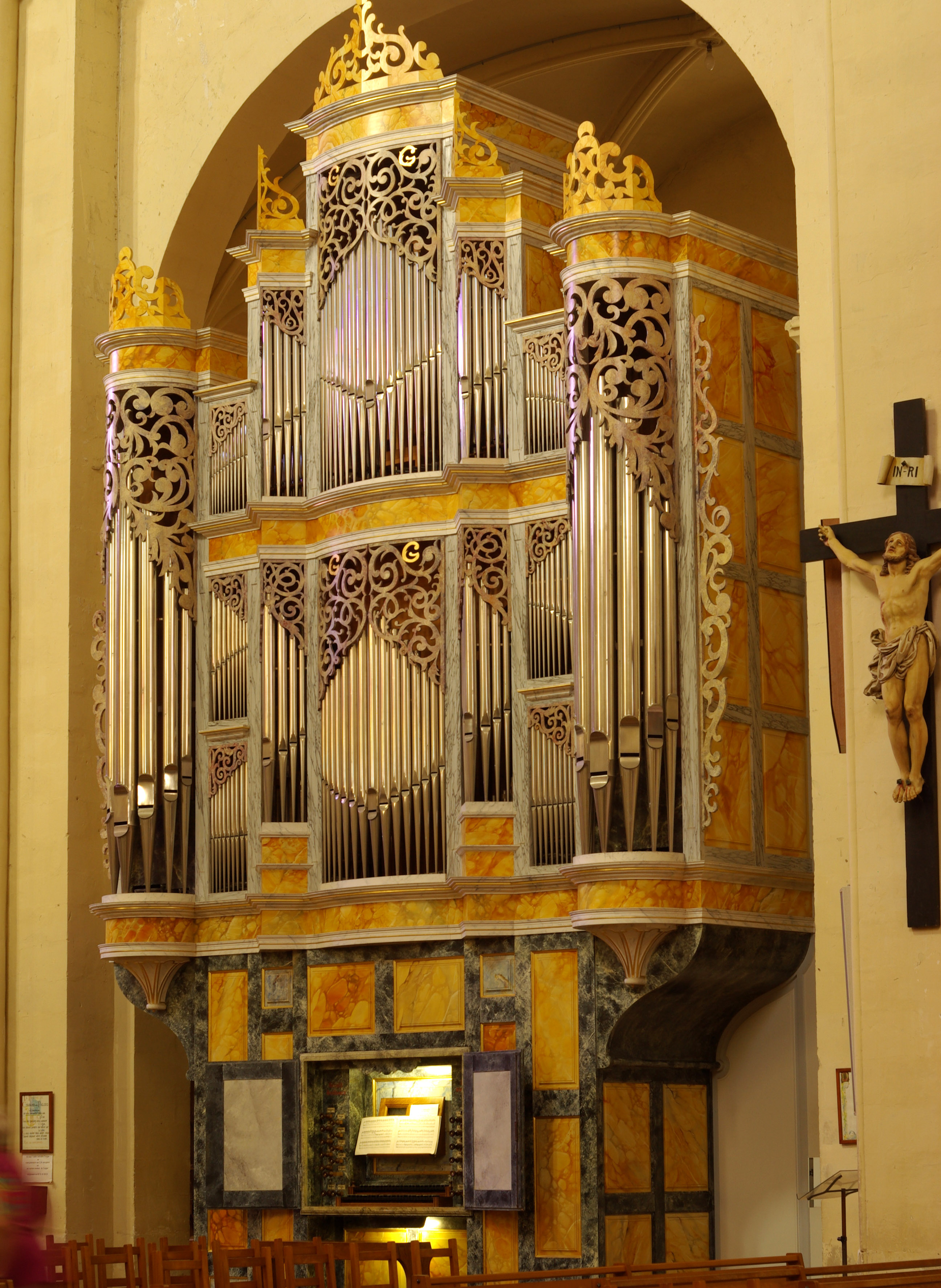
Orgue Guillemin
de l'Église Saint-Pierre et Saint-Paul
à Chavagnes-en-Paillers

L'église Saint-Pierre-et-Saint-Paul de Chavagnes-en-Paillers (Vendée) abrite un orgue baroque remarquable, construit par le facteur Gérald Guillemin entre 1987 et 1989 à la demande de Jean-Marie Boissinot.
Sa conception a été inspirée par les écoles de Saxe et de Thuringe du début du XVIIIe siècle, notamment par les orgues de Johann Gottfried Silbermann et de Tobias Heinrich Gottfried Trost. Créé par Gérald Guillemin pour jouer Bach dans les vraies couleurs, cet orgue est éminemment liturgique.
Musicalement intéressant, beau à écouter, l'orgue de Chavagnes-en-Paillers est aussi beau à regarder grâce à la décoration de son buffet polychrome. Son esthétique est parfaitement cohérente.

## Composition
Il s'agit d'un grand Huit pieds en montre de 22 jeux et 1440 tuyaux (plus les « chanoines »).
| Grand Orgue | Oberwerk | Pédale                                           |
| --- | --- | ------------------------------------------------ |
| 10 jeux Quintadena 16' Principal 8' Rohrflöte 8 Quintaden 8' Octava 4' Spitzflöte 4' Quinta 2 2/3' Octava 2' Mixtur V Trompete 8' | 9 jeux Gedackt 8' Octava 4' Rohrflöte 4' Nazat 2 2/3' Octava 2' tertia 1 3/5' Sifflote 1' Cimbel III Voix humaine 8' | 3 jeux Subbass 16' Octavbass 8' Posaunenbass 16' |

Le second clavier n'étant pas une reproduction en petit du clavier principal, il serait incorrect de l'appeler « positif », raison pour laquelle nous utilisons le mot allemand « Oberwerk » pour le désigner.